# Hawaii Five-0 (2.ª temporada)
A segunda temporada de Hawaii Five-0 foi ao ar em 19 de setembro de 2011. A temporada continua focada na força-tareefa "Five-0", Na segunda temporada a serie introduz um novo governador do Hawai, após o assassinado da antiga Governadora Patricia Jameson. Entretanto ao contrário de Jameson, as ordens de Denning (Novo Governador) fazem algumas mudanças na força-tarefa. Nesta temporada entram em cena dois novos personagens interpretados por, Masi Oka, recorrente na primeira temporada, e Lauren German, que logo sai da série no episódio 16 desta temporada. Alex O'Loughlin aparece brevemente no 20º episódio e esta ausente no 21º episódio.A segunda temporada foi muito apreciada nos estados unidos.

## Elenco

### Principal
- Alex O'Loughlin como Steve McGarrett
- Scott Caan como Danny "Danno" Williams
- Daniel Dae Kim como Chin Ho Kelly
- Grace Park as Kono Kalakaua
- Masi Oka como Dr. Max Bergman
- Lauren German como Lori Weston (episode 2–16)

### Recorrentes
- Reiko Aylesworth como Dr. Malia Waincroft
- William Baldwin como Frank Delano
- Dennis Chun como Sgt. Duke Lukela
- Mark Dacascos como Wo Fat
- Ian Anthony Dale como Adam Noshimuri
- Teilor Grubbs como Grace Williams
- Richard T. Jones como Governor Sam Denning
- David Keith como Commanding Officer Wade Gutches
- Terry O'Quinn como Joe White
- Larisa Oleynik como Jenna Kaye
- Autumn Reeser como Dr. Gabrielle Asano
- Tom Sizemore como Capt. Vincent Fryer
- Teila Tuli como Kamekona (credit as Taylor Wily)
- Claire van der Boom como Rachel Edwards
- Brian Yang como Charlie Fong

### Convidados
- Patty Duke como Sylvia Spencer
- Robert Englund como Samuel Lee
- Jimmy Buffett como Frank Bama
- James Caan como Tony Archer
- Dennis Miller como Bobby Raines
- Ed Asner como August March
- Daniela Ruah como Kensi Blye
- Chris O'Donnell como G. Callen
- LL Cool J como Sam Hanna

## Episódios
| Seq. | No. na Temporada | Titulo                                                         | Diretor              | Escritor                                          | Exibido nos EUA em      |
| --- | ---------------- | -------------------------------------------------------------- | -------------------- | ------------------------------------------------- | ----------------------- |
| 25 | 1                | "Haʻiʻole" "Unbreakable"                                       | Steve Boyum          | Peter M. Lenkov & Paul Zbyszewski                 | 19 de setembro de 2011  |
| Enquanto que McGarrett está na prisão durante a investigação da morte da governadora Jameson, Danny pede ajuda a Joe um antigo amigo do pai de McGarret para o soltar. McGarret é ferido na prisão por Victor Hesse, mas foge da ambulância quando é transportado. Vai pedir ajuda ao legista Max e, depois de recuperado, vai conhecer um antigo amigo de seu pai. Danny e Chin vão atrás da pista de uma câmera escondida na sala da governadora, única prova que livrará McGarret da prisão. Enquanto isso, Kono está suspensa e vai ser investigada pela corregedoria. O episódio acaba com Wo Fat matando Victor Hesse na prisão com uma ajuda inesperada. |                  |                                                                |                      |                                                   |                         |
| 26 | 2                | "Ua Lawe Wale" "Taken"                                         | Duane Clark          | Melissa Glenn & Jessica Rieder                    | 26 de setembro de 2011  |
| O novo governador coloca um novo elemento na equipa, Lori Weston, para garantir que a equipa cumpra as regras. A equipe investiga um sequestro de uma atleta que vai levá-los a cavalgar numa fazenda cercada de regras religiosas. O chefe dos Assuntos Internos Vincent Fryer interroga Kono e quer usar seu caso como exemplo para o novo governador. |                  |                                                                |                      |                                                   |                         |
| 27 | 3                | "Kameʻe" "The Hero"                                            | Jeffrey Hunt         | Elwood Reid                                       | 3 de outubro de 2011    |
| McGarrett convence Max a autopsiar um SEAL, porque desconfia que ele não se tinha suicidado, como indicava a primeira autópsia que lhe fora feita. A equipe com a ajuda de Joe perseguem os assassinos dos integrantes da "equipe 9" dos fuzileiros. Chin fica preocupado com Kono, por ela se aproximar de ex-policiais corruptos, incluindo Frank Delano. |                  |                                                                |                      |                                                   |                         |
| 28 | 4                | "Mea Makamae" "Treasure"                                       | Duane Clark          | David Wolkove                                     | 10 de outubro de 2011   |
| Quando um mergulhador local é assassinado, a equipe Five-0 vai mergulhar fundoao para encontrar o assassino. Chin fica preocupado com Kono, pois ela ainda recebe os policias "corruptos" em sua casa. |                  |                                                                |                      |                                                   |                         |
| 29 | 5                | "Maʻemaʻe" "Clean"                                             | Steve Boyum          | Stephanie Sengupta                                | 17 de outubro de 2011   |
| McGarrett e o time investigam o assassinato do técnico de um time de vôlei feminino de Honolulu que morava na casa da um dos patrocinadores mais ricos da Universidade. Os agentes fazem uma visita ao local e descobrem fotos comprometedoras de uma das jogadoras, o que pode significar que ele a estava ameaçando. Mas ela logo trata de esclarecer que, na verdade, ele a estava protegendo. O time flagra Kono ajudando um bandido a fugir. Porém, as investigações reservam ainda mais surpresas. Quando as pistas levam o time a um motel, eles dão de cara com um bandido que escapa do local em um carro dirigido por Kono. Eles a capturam e levam para a delegacia onde o capitão Fryer revela os motivos do comportamento da moça nos últimos tempos. A preocupação com Kono faz com que Chin Ho se reconecte com a ex-noiva. Ele procura Malia e pede que ela converse com sua prima, mas Kono não deixa ela se aproximar. |                  |                                                                |                      |                                                   |                         |
| 30 | 6                | "Ka Hakaka Maikaʻi" "The Good Fight"                           | Larry Teng           | Kyle Harimoto                                     | 24 de outubro de 2011   |
| A investigação de Five-0 sobre o assassinato do rico dono de um restaurante faz McGarrett participar em uma luta de MMA para a caridade até o final. Enquanto isso, a agente NCIS Kensi Blye empresta seu conhecimento para McGarrett e o Tenente Comandante White, quando eles a pedem para examinar um vídeo do pai de McGarrett . |                  |                                                                |                      |                                                   |                         |
| 31 | 7                | "Ka Iwi Kapu" "Sacred Bones"                                   | Joe Dante            | Michele Fazekas & Tara Butters                    | 31 de outubro de 2011   |
| Dois jovens filmando um documentário sobre um local de enterro havaiano são assassinados; durante a investigação, um andarilho (Robert Englund) coloca uma maldição em Danny. |                  |                                                                |                      |                                                   |                         |
| 32 | 8                | "Lapaʻau" "Healing"                                            | Steve Boyum          | Joe Halpin                                        | 7 de novembro de 2011   |
| A investigação sobre um acidente de avião revela que a despachante aduaneira a bordo estava morta antes da decolagem; Danny cuida de um cachorro órfão. |                  |                                                                |                      |                                                   |                         |
| 33 | 9                | "Ike Maka" "Identity"                                          | Bryan Spicer         | Mike Schaub                                       | 14 de novembro de 2011  |
| Um corpo fisicamente alterado e não identificado de um homem é encontrado morto no porta-malas de um carro roubado; Danno dorme no sofá de McGarrett. |                  |                                                                |                      |                                                   |                         |
| 34 | 10               | "Kiʻilua" "Deceiver"                                           | Kate Woods           | Peter M. Lenkov & Paul Zbyszewski                 | 21 de novembro de 2011  |
| McGarrett viaja para a Coréia do Norte com Jenna Kaye para entregar resgate aos rebeldes segurando de refém seu noivo; a equipe investiga o assassinato de um repórter investigativo que parece ter conexões com Jenna. |                  |                                                                |                      |                                                   |                         |
| 35 | 11               | "Pahele" "Trapped"                                             | Paul Edwards         | Melissa Glenn & Jessica Rieder                    | 5 de dezembro de 2011   |
| McGarrett e sua equipe precisam correr contra o tempo para resgatar um ônibus escolar sequestrado e capturar os responsáveis pelo terrível crime. |                  |                                                                |                      |                                                   |                         |
| 36 | 12               | "Alaheo Pauʻole" "Gone Forever"                                | Jeff T. Thomas       | Elwood Reid                                       | 12 de dezembro de 2011  |
| Adolescentes descobrem um corpo em um bunker abandonado da Segunda Guerra Mundial. Enquanto isso, Chin Ho e Malia se casam. |                  |                                                                |                      |                                                   |                         |
| 37 | 13               | "Ka Hoʻoponopono" "The Fix"                                    | Steve Boyum          | Stephanie Sengupta                                | 2 de janeiro de 2012    |
| Five-0 investiga quando uma adolescente é assassinada por um matador profissional. Steve e sua equipe devem determinar por que ela era um alvo antes que eles possam localizar o assassino. |                  |                                                                |                      |                                                   |                         |
| 38 | 14               | "Puʻolo" "The Package"                                         | Christine Moore      | David Wolkove                                     | 16 de janeiro de 2012   |
| Chin Ho tem notícias sobre Joe White que abalam McGarrett; Danny é forçado a afastar-se do trabalho para ajudar sua ex quando ela entra em trabalho de parto. |                  |                                                                |                      |                                                   |                         |
| 39 | 15               | "Mai Ka Wa Kahiko" "Out of the Past"                           | Larry Teng           | Bill Nuss                                         | 6 de fevereiro de 2012  |
| Um policial corrupto do passado de Danno vem para a ilha para se vingar de Danno e sua família por arruinar sua vida, forçando o Five-0 a encontrar uma maneira de ajudar seu companheiro de equipe. |                  |                                                                |                      |                                                   |                         |
| 40 | 16               | "I Helu Pu" "The Reckoning"                                    | Eric Laneuville      | Paul Zbyszewski                                   | 13 de fevereiro de 2012 |
| Chin Ho enfrenta a angustiante tarefa de escolher um presente de Dia dos Namorados para Malia. |                  |                                                                |                      |                                                   |                         |
| 41 | 17               | "Kupale" "Defender"                                            | Steve Boyum          | Noah Nelson & Lisa Schultz                        | 20 de fevereiro de 2012 |
| Five-0 investiga o assassinato de um homem vestido como um guerreiro havaiano NaKoa encontrado na selva perto do local de uma reconstituição histórica de guerra. |                  |                                                                |                      |                                                   |                         |
| 42 | 18               | "Lekio" "Radio"                                                | Bryan Spicer         | Kyle Harimoto                                     | 27 de fevereiro de 2012 |
| A equipe cruza o caminho com um especialista em bomba aposentado da polícia de Nova York ao investigar a morte de um apresentador famoso de rádio. . |                  |                                                                |                      |                                                   |                         |
| 43 | 19               | "Kalele" "Faith"                                               | Frederick E. O. Toye | Joe Halpin                                        | 19 de março de 2012     |
| Quando a irmã de McGarrett é presa por contrabando de diamantes, ele pede a ajuda de um ex-presidiário para fazer um plano. |                  |                                                                |                      |                                                   |                         |
| 44 | 20               | "Haʻalele" "Abandoned"                                         | Jerry Levine         | Elwood Reid                                       | 9 de abril de 2012      |
| Max revela informações chocantes sobre sua infância para ajudar a equipe a rastrear um serial killer que pode ter laços com o passado de Max. |                  |                                                                |                      |                                                   |                         |
| 45 | 21               | "Pa Make Loa (corss-over com NCIS LA 3x21)" "Touch of Death *" | Bryan Spicer         | Michele Fazekas & Tara Butters & R. Scott Gemmill | 30 de abril de 2012     |
| A equipe de NCIS Los Angeles vai parar no Havaí quando há um suspeito à solta que está ameaçando soltar um vírus mortal para a população, em Hawaii Five-0, no primeiro episódio de um evento de cruzamento com NCIS: Los Angeles. A conclusão do episódio será transmitida em NCIS: Los Angeles. |                  |                                                                |                      |                                                   |                         |
| 46 | 22               | "Ua Hopu" "Caught"                                             | Larry Teng           | Stephanie Sengupta                                | 7 de maio de 2012       |
| Assim que McGarrett finalmente consegue por as mãos sobre o Fat Wo em um ataque de operações especiais, ele é pego de surpresa quando descobre que a Yakuza japonesa é está em seu encalço e quer ambos mortos. |                  |                                                                |                      |                                                   |                         |
| 47 | 23               | "Ua Hala" "Death in the Family"                                | Steve Boyum          | Peter M. Lenkov & Paul Zbyszewski & Elwood Reid   | 14 de maio de 2012      |
| A equipa procura a todo o custo um atirador que tinha alvejado um dos seus elementos. Enquanto isso, Chin tem que escolher qual dos seus entes queridos, que estavam sequestrados, iria salvar. |                  |                                                                |                      |                                                   |                         |